# Monastère de l'Épiphanie de Moscou
Le monastère de l'Épiphanie de Moscou ou monastère de la Théophanie (en russe : Богоявленский монастырь, bogoïavlenski monastyr) est un monastère situé à Kitaï-gorod près du Kremlin.